# Jaime Cerrón Palomino
Jaime Cerrón Palomino (* 24. Juni 1937 im Distrikt Chongos Bajo, damals Provinz Huancayo, heute Provinz Chupaca, Region Junín, Peru; † zwischen dem 8. Juni 1990 und dem 19. Juni 1990, ermordet an unbekanntem Ort in Peru) war ein peruanischer Philosoph und Hochschullehrer. Er starb als Opfer einer Todesschwadron durch ein bis heute unaufgeklärtes Verbrechen während des Bewaffneten Konfliktes in Peru.

## Leben
Jaime Cerrón Palomino wurde 1937 in Santiago León de Chongos Bajo in der damaligen Provinz Huancayo geboren. Nach Abschluss der Primarschule in seinem Heimatort zog er nach Huancayo, um dort als Sekretär am Obersten Gericht von Junín (Corte Superior de Justicia de Junín) zu arbeiten, wo er 1961 Staatlicher Gerichtsschreiber wurde und Teile seiner Sekundarschulausbildung mit einem Abschluss als Kaufmännischer Buchhalter absolvierte.
1959 wurde die Universidad Comunal del Perú in Huancayo gegründet, wo sich Jaime Cerrón 1960 an der Fakultät für Erziehungswissenschaften einschrieb. 1961 gab sich die Universität den Namen Universidad Nacional del Centro del Perú (UNCP). Jaime Cerrón wurde mit großer Mehrheit zum Generalsekretär des Föderierten Zentrums gewählt. Laut dem Historiker Gilberto Torpoco war Jaime Cerrón sowohl als Student bei seinen Dozenten als auch als Dozent bei seinen Studenten sehr beliebt. Er wurde Dozent am Colegio Nacional José Gálvez Egúsquiza und an der Gran Unidad Escolar Santa Isabel. Er machte eine schnelle akademische Karriere, bis er schließlich Inhaber des philosophischen Lehrstuhls an der UNCP wurde. Jaime Cerrón wurde später als „demutsvoller Professor aus einem bescheidenen bäuerlichen Elternhaus“ beschrieben.
Laut Bericht der Kommission für Wahrheit und Versöhnung (CVR) entstand die UNCP in Huancayo auf Grund der Bemühungen der bäuerlichen Gemeinden im Mantaro-Tal. Die Universität wurde in den 1970er Jahren zu einer Hochburg verschiedener marxistischer Gruppen, von denen jedoch nur die Peruanische Kommunistische Partei „Einheit“ (Partido Comunista Peruano «Unidad», PCP«U») auf Grund ihrer Unterstützung für die Revolutionäre Regierung der Streitkräfte unter Juan Velasco Alvarado legal war. Der Marxismus gehörte in den verschiedenen Studiengängen der UNCP zum Lehrplan. Ein Standardwerk des Philosophie-Professors Jaime Cerrón Palomino, das insbesondere an dieser Universität gelesen wurde, war La filosofía materialista dialéctica de Marx-Engels („Die materialistische dialektische Philosophie von Marx und Engels“).
In der Zeit des Bewaffneten Konfliktes in Peru in den 1980er Jahren wurde die UNCP zu einem Ort scharfer Gegensätze zwischen Sympathisanten der beiden miteinander verfeindeten marxistischen Guerillaorganisationen Movimiento Revolucionario Túpac Amaru (MRTA) und des maoistischen „Leuchtenden Pfades“ (Sendero Luminoso). Der Professor der pädagogischen Fakultät Luis Aguilar Romaní äußerte Sympathien für MRTA und wandte sich gegen Sendero. Er wurde am 18. Juli 1989 in den Räumen des Dekans der philosophischen Fakultät und Vizerektors der UNCP Jaime Cerrón Palomino von Senderisten ermordet. Teile der Gemeinschaft an der Universität verdächtigten Cerrón, mit Sendero zu sympathisieren oder ihm sogar anzugehören, jedoch ohne dafür Beweise vorlegen zu können.
So geriet Jaime Cerrón, verdächtigt als „Ideologe des Terrorismus“, ins Fadenkreuz der Rechten. Am 8. Juni 1990 um 7.30 Uhr wurden Jaime Cerrón und sein Chauffeur Armando Tapia beim Verlassen des Hauses der Familie Cerrón von uniformierten Männern – nach Zeugenaussagen Paramilitärs – entführt. Am 19. Juni 1990 wurden ihre verstümmelten und von Kugeln durchsiebten Leichen gefunden, denen die Gliedmaßen abgetrennt worden waren. Cerróns Körper zeigte schwere Folterspuren, und Tapia waren die Augen ausgestochen worden. Das Verbrechen, das in der ersten Regierungszeit des APRA-Parteimitglieds Alan García als Staatspräsident stattfand, blieb bis zum heutigen Tag unaufgeklärt – nach Überzeugung von Jaimes Sohn Vladimir Cerrón auf Grund einer entsprechenden staatlichen Politik, zu verantworten von der APRA. Seine Ehefrau Bertha Rojas López sagte später vor der Kommission für Wahrheit und Versöhnung über die Entführung und Ermordung Jaime Cerróns aus.

## Familie
Aus der Ehe von Jaime Cerrón Palomino und Bertha Rojas López gingen drei Söhne hervor, die später alle drei als Marxisten zu Politikern der Partei Perú Libre wurden. Vladimir Cerrón Rojas war 20 Jahre alt, als sein Vater starb. Er wurde Neurochirurg und gründete die Partei Perú Libre, deren Generalsekretär er heute ist. Waldemar Cerrón Rojas verlor seinen Vater, als er 18 Jahre alt war. Er ist Erziehungswissenschaftler und wurde bei den Wahlen in Peru 2021 für Perú Libre in den Peruanischen Kongress gewählt, wo er Fraktionssprecher von Perú Libre ist. Fritz Elías Cerrón Rojas ist Geschäftsmann und arbeitet nach eigener Aussage für das peruanische Heer. Allen drei Söhnen Jaime Cerróns werden Schlüsselrollen in der Partei Perú Libre zugeschrieben.
Jaime Cerróns Bruder ist der Quechua-Hochschullehrer und Wanka-Experte Rodolfo Cerrón Palomino.